# Dactylanthus (Balanophoraceae)
La rosa leñosa,  Dactylanthus taylorii, es una especie de planta parásita  que crece sobre las raíces de ciertas especies de árboles en Nueva Zelanda.  El árbol hospedante responde a la presencia de  Dactylanthus  formando una estructura que recuerda una rosa leñosa. El nombre común maorí es pua o te reinga o pua reinga, "flor del bajo mundo" y waewae atua, "pie de los dioses".  Es la única especie en el género Dactylanthus. Uno de sus más comunes hospedantes es Schefflera digitata.

## Descripción
Las plantas son dioicas: pies macho y hembra. Florecen entre enero a abril y son primariamente polinizadas por los murciélagos nativos Mystacina tuberculata. Las lauchas y ratas introducidas también los polinizan, aunque tienden a destrozar todo. 
Los frutos de 2 mm de largo maduran de febrero a mayo. La planta no tiene hojas fotosintetizadoras, y ausencia de raíces, la planta se conecta al huésped por sus tallos.  Algunos especímenes tienen más de 30 años.
La especie es críptica, y difícil de encontrar, pero no hay más que unos pocos miles de ejemplares.  Muchos en la isla Norte, incluyendo la península Northland, Coromandel, Gisborne y regiones centrales, y pocas en Hauturu.
Está gravemente amenazada por cosecha de coleccionistas, ramoneadas por  zarigüeyas australianas, ratas, cerdos, ciervos, pérdida de hábitat, y la declinación de polinizadores  y de dispersadores de semillas.
Dactylanthus fue ubicada en 2004, en 'Categoría A' de especies amenazadas. El Dto. de Conservación de Nueva Zelanda  comenzó un plan de recuperación en 1995. Las medidas de protección  incluye control de pestes y clausura de plantas en recintos.

## Taxonomía
Dactylanthus taylorii fue descrita por Joseph Dalton Hooker  y publicado en Transactions of the Linnean Society of London 22: 425. 1859.